# اچ‌ام‌اس سی۳۶
اچ‌ام‌اس سی۳۶ (به انگلیسی: HMS C36) یک زیردریایی با طول ۱۴۳ فوت ۲ اینچ (۴۳٫۶۴ متر) بود. این زیردریایی در سال ۱۹۰۹ ساخته شد.